# 1428
سنة 1428 كانت سنة كبيسة تبدأ يوم الخميس (الرابط يظهر نموذج التقويم الكامل للسنة) من التقويم اليولياني.

## أحداث
- 21 أكتوبر: بدء حصار أورليان والذي استمر إلى 17 مايو 1429.

## مواليد
- شمس الدين السخاوي

## وفيات
- اندريه روبليوف